# Sancaklıiğdecik, Manisa
Sancaklıiğdecik là một thị trấn thuộc huyện Manisa, tỉnh Manisa, Thổ Nhĩ Kỳ. Dân số thời điểm năm 2011 là 1.179 người.